# واحد محاسبه
واحد محاسبه (انگلیسی: Unit of account) یا یکای اندازه‌گیری، در اقتصاد یک واحد پولی معین بر پایه میزان ارزش پول یا ارز است که برای نشان دادن ارزش واقعی (یا هزینه) هر آیتم اقتصادی، مورد استفاده قرار می‌گیرد. این میزان از مجموع ارزش کالاها، هزینه خدمات، مجموع دارایی‌ها و بدهی‌ها، میزان درآمد و مجموع هزینه‌ها بدست می‌آید. 
واحد محاسبه یکی از کاربردهای شناخته شده پول است و به معنای مجموع سود، ضرر و زیان، بدهی یا دارایی می‌باشد. واحد محاسبه در حسابداری و امور مالی، به واحدهای مورد استفاده در اندازه‌گیری اطلاق می‌شود که در صورت‌های مالی، با هدف توصیف دارایی‌ها و بدهی‌های خاص، گزارش شده‌اند.